# کلی فن زون
کلی فن زون (انگلیسی: Kelly van Zon؛ زادهٔ ۱۵ سپتامبر ۱۹۸۷) یک بازیکن تنیس روی میز اهل هلند است. 